# Kosmisk Kaos
Kosmisk Kaos er en single fra Malk de Koijns første album Smash Hit In Aberdeen fra 1998. Den er udgivet på pladeselskabet BMG.
Trackets beat er lagt ovenpå et sample af Gordon Jenkins' nummer "Goodbye" spillet af Lee Konitz og Hal Galper, udgivet på albummet Windows i 1975.

## Spor

### MaxiCD
1. "Kosmisk Kaos"
2. "P.I.G.E."

### 10" vinyl
Side A
1. "Kosmisk Kaos"
2. "Jerregaard jams on it!"

Side B
1. "P.I.G.E."
2. "Sneglevisen" (94 mix)